# Eliasz Klimovics
Eliasz Klimovics, hívei által: прарок Ілля/prorok Ilja (1864. július 21./1864. augusztus 2. – 1939/1941) egy vallási szekta vezetője, írástudatlan, fehérorosz származású ortodox parasztember, aki Podlasziában tevékenykedett.

## Életrajz

### A templom építése

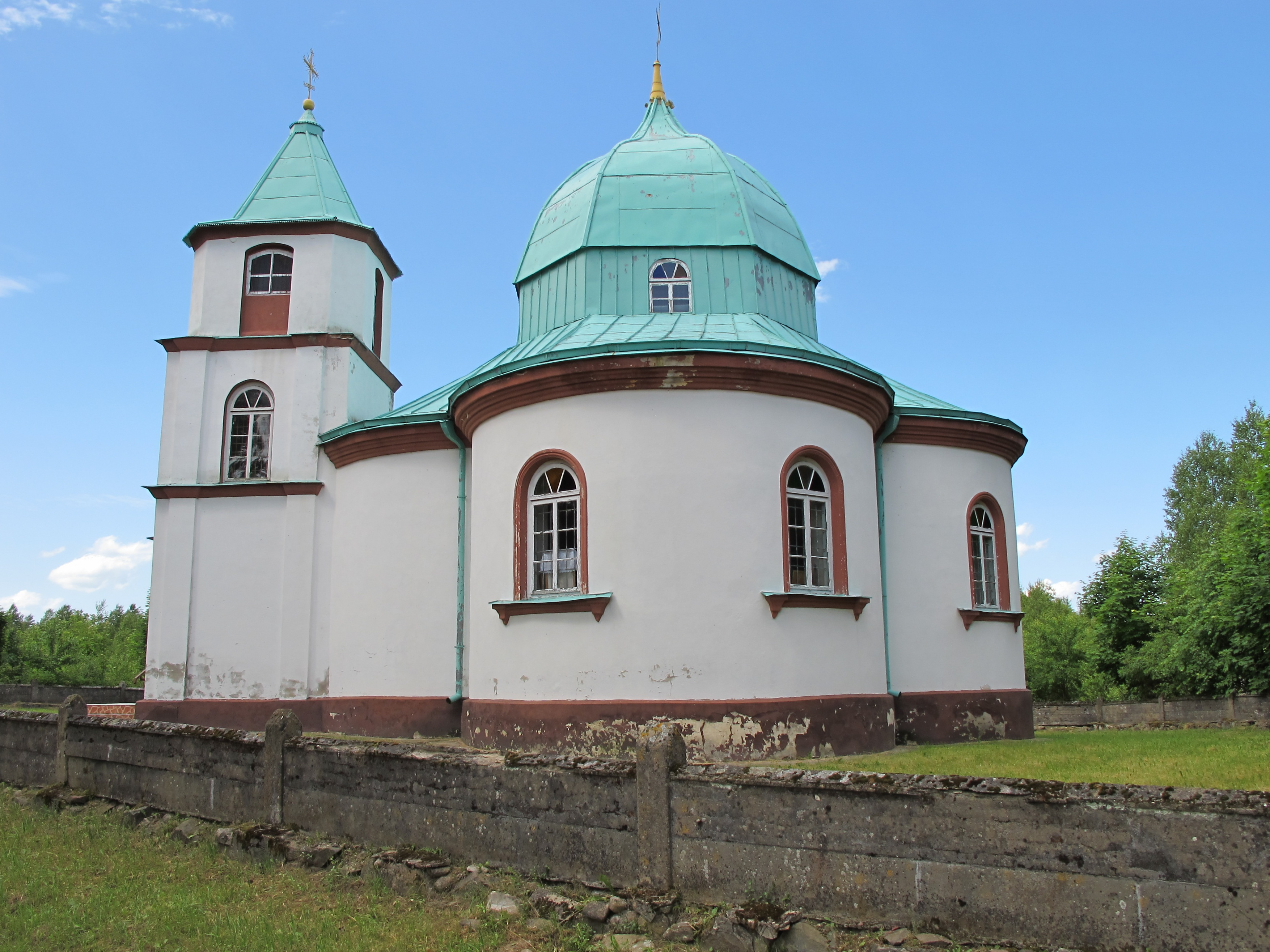
Keresztelő Szent János születésének temploma Stara Grzybowszczyznában

Vegyes ortodox-katolikus családban született, a Grodnói kormányzóság területén. Grzybowszczyzna településen nőtt fel, Gródek és Krynki között, a Bialystok régióban. Klimovics állítólag titokzatos álmot látott. Annak magyarázatáért Kronstadtba ment apjához, Joanhoz. Ez utóbbi úgy magyarázta neki az álmot, mint Isten kérését, hogy Klimovics építsen ortodox templomot a falujában. Egy igazolást is adott Klimovicsnak arról, hogy Isten parancsára ortodox templomot épít, ami megkönnyítette volna számára a pénzszerzést és az építési engedély megszerzését. Klimovics 1904-ben kezdte meg a templom építését kétéves kérdezősködés után, de az első világháború kitöréséig nem készült el. A háború alatt a közelgő front és az állítólagosan bekövetkező porosz elnyomás elől menekülve mélyen Oroszországba menekült.
1919 körül feleségével és lányával visszatért szülőfalujába. Azonban nem sokkal azután, hogy visszatért a pálosoktól, felesége és lánya elhagyta otthonát. Ennek valószínű oka az volt, hogy Eliasz eladta a gazdaságát, és a bevételt egy ortodox templom építésére fordította. Azonban csak 1926-ban kapott engedélyt a Második Lengyel Köztársaság hatóságaitól a templom építésének befejezésére.
A két világháború között sokan bízták rá vagyonukat, és építtették vele a templomot. Az emberek, akik adományokat gyűjtöttek a templom számára, és elmondták neki, hogy a templom magától is növekszik, szintén hozzájárultak Eliasz Klimovics növekvő hírnevéhez. Végül 1929-ben elkészült és felszentelték a Keresztelő Szent János születésének temploma Stara Grzybowszczyznában, amely a régió történelmének tanúsága és az úgynevezett Grzybowska-szekta tevékenységének egyetlen anyagi tárgya. Ekkor zarándokok és kíváncsi látogatók tömegei kezdtek el özönleni Klimovicshoz Podlasie-ból, Vilniusból, Grodnóból, Polesie-ból és Volhíniából. Áldásért a hívek inkább Klimovicshoz jöttek, mint a papsághoz. Eliaszról kezdték azt mondani, hogy „prapavieduje i iscalaje” (prófétál és gyógyít), és őt magát a bibliai Illés próféta megtestesülésének kezdték tekinteni. A bűnösök a bűnök bocsánatáért, a betegek gyógyulásért, mások pedig a remény visszanyeréséért fordultak az ortodox egyházhoz. A zarándokok a mezőkön vagy az erdőkben táboroztak, és a kút vizét szentnek tartották. A hívek áldozatokat hoztak magukkal: fehér vászontekercseket, terítőket, szőnyegeket, hímzett törölközőket, gabonazsákokat, juhokat, csirkéket, tojást, kolbászt, valamint pénzt. Klimovics a pénzből megszépítette a templomot, harangokat szerelt fel, új ikonokat vásárolt, és közismert jótevő lett.
Klimovics követőinek volt egy második temploma is, amely Ciełuszki faluban állt.

### Konfliktus az ortodox papsággal
Eliasz álláspontjával kapcsolatos aggodalmak miatt az ortodox klérus már az 1920-as évek végén és az 1930-as évek elején elnyomást kezdeményezett Klimovics és követőinek egyre növekvő csoportja ellen. A klérus Klimovicsot eretnekség terjesztésével és a Szentírás hamis értelmezésével vádolta, míg Klimovics támogatói a klérust okolták az ortodox intézmény hanyatlásáért, ami valójában a kölcsönös ellentétek növekedéséhez vezetett. Amikor egy lelkész prédikációja során nyíltan bírálta Klimovics és támogatóinak tevékenységét, azok azonnal kiabálni kezdtek a lelkész ellen. Hangos verekedés és dulakodás következett, amelynek következtében a karácsonyi istentiszteletet megszakították. Az incidens azzal végződött, hogy a megmaradt ortodox hívek erőszakkal eltávolították Eliasz követőit a templomból.  . Az ortodox papság, bár aggódott Illés hírnevéért, a szentség glóriájával körülvéve, számított birtokainak átvételére  . Az ortodox papság, bár aggódott amiatt, hogy Eliasz hírnevét a szentség nimbusza övezi, remélte, hogy birtokba veheti. 1934-ben a klerikális hierarchia felajánlotta Eliasznak, hogy csatlakozzon a rendhez a templom joghatósága miatt. A saját templomában istentiszteleteket tartani a valóra vált álma lett volna. Eliasz Klimovics felvette a Joan szerzetesi nevet, szerzetesi köntöst öltött, és a templomot a grodnói ortodox konzisztóriumhoz jegyezte be. Amikor azonban 1934 júliusában, Klimovics ünnepélyes szerzetessé avatásakor a hívek tömege az „Örvendezz, örvendezz, új Jeruzsálem” ünnepi éneket énekelte, a felháborodott antonij grodnói püspök kiűzte a zarándokokat a templomból. A püspök egy másik szerzetest nevezett ki a szertartások vezetésére, a tiltakozó Eliaszt pedig kolostorba való áthelyezéssel fenyegették. Klimovics ekkor levetette szerzetesi ruháját, és elkergette a püspök által küldött szerzeteseket. A próféta követői követelni kezdték, hogy szakítson az ortodox papsággal, nyilvánítsa magát a csoport vezetőjének, és kezdje el kiűzni a papságot Isten szentélyeiből. Eliasz azonban úgy döntött, hogy bezárja az ortodox templomot, és bíróság előtt érvényesíti a tulajdonához való jogait. Klimovics 1938 elején megnyerte az ortodox templom feletti pert, de keservesen eladta azt egy szokolkai katolikusnak, Maria Soroczynskának, aki a templomot átadta a vilniusi metropolitai kúriának. A klérussal való konfliktus tovább erősítette Eliasz pozícióját támogatói körében. Hamarosan a „próféta” követői az egyházi hatóságoktól függetlenül kezdtek cselekedni. Ez főként abban nyilvánult meg, hogy a környező falvakban, többek között Puchłyban és Ciełuszkiben kinyilatkoztatásokat hirdettek, ahol fakápolnát építettek, és megkezdődött a Vornik kultusza. Klimovics követői bibliai tulajdonságokat kezdtek maguknak tulajdonítani, és arkangyaloknak vagy apostoloknak nevezték magukat. Néhányan közülük személyes kinyilatkoztatásokról vagy magával Istennel folytatott beszélgetésekről számoltak be. Ugyanakkor maga Eliasz Klimovics gyakran elhatárolódott az ilyen tevékenységektől, bár számos csodatételéről és gyógyításáról meséltek. A legradikálisabb hívők Klimovicsnak tulajdonították Jézus szerepét, hogy tanítson, meghaljon a kereszten, majd ítélkezzen az élők és a holtak felett.

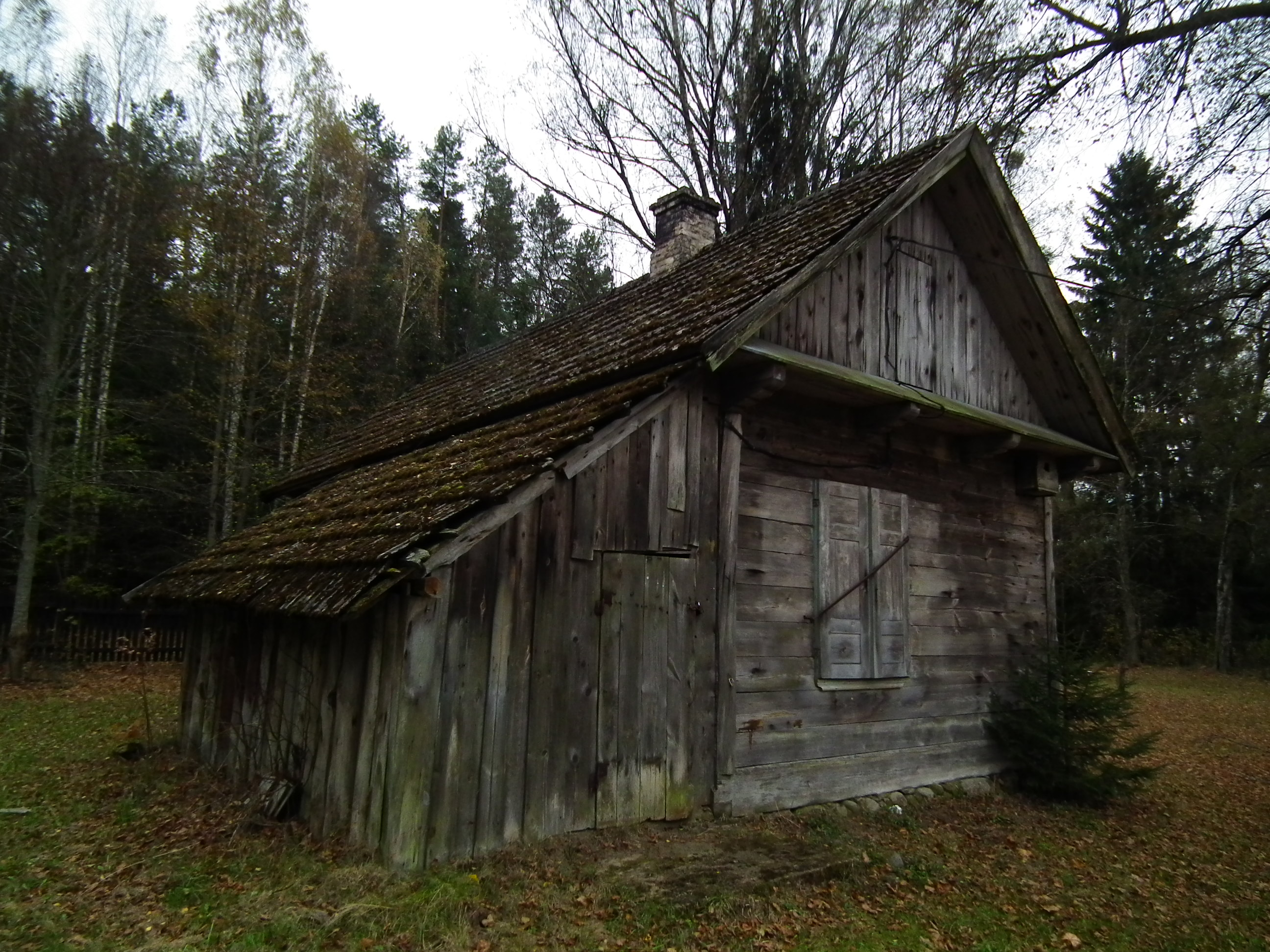
Wierszalin

Klimovics maga is Jézusnak látja magát ebben az időszakban, aki újra eljött a földre, hogy a híveket Isten országába, az „Új Jeruzsálembe” vezesse. Az 1930-as évek végén Sztara Grzybowszczyzna falu mellett megalapította Wierszalin települést, amelyet a világ központjának hirdetett, és amely az új fővárosa lett. A falu lett volna az „Új Jeruzsálem”, ahol az igazak menedéket találnak majd a világvége után, amelyet Ilja próféta jósolt meg. Hamarosan három épületet építettek, és Klimovics követői elkezdtek letelepedni Wierszalinban. Sokan közülük szakítottak korábbi életükkel, eladták vagyonukat és elhagyták családjukat. Klimovicsot dicsőítő zsoltárokat és akathistokat írtak, és a próféta üzeneteit tartalmazó röplapokat szerkesztettek. A beteljesületlen igehirdetések következtében azonban a csoport megfogyatkozott, és Klimovicsot még leghűségesebb követői is kezdték elhagyni. 1939 őszén, a második világháború kitörésekor a Vörös Hadsereg bevonulása véget vetett Eliasz grzybowskai tevékenységének. Rejtélyes körülmények között tűnt el, sorsára több magyarázat is létezik.
Az egyik verzió  szerint a leendő utódjának tartott Vaszilij Davidzjuk az NKVD-nak feljelentette. Klimovicsot szovjetellenes tevékenység gyakorlásával akarták megvádolni. Azzal vádolták, hogy nem vett részt a Nyugat-Belorusz Szovjetunióhoz csatolásáról szóló „népszavazáson”. Olyan emberként ábrázolták, aki a rendkívüli méltósággal folytatott kihallgatással szemben nem engedett a kísértésnek, hogy lekicsinyelje szerepét - olyan emberként, aki hitt Istenben, és nem tagadta meg Istent. E verzió szerint öt év börtönbüntetést kellett volna kapnia az Irkutszk melletti Mariinszkban lévő gulágon. 80 éves korában a Szikorski-Majszki-egyezményt követő amnesztia keretében szabadult a gulágról, és később egy valószínűleg valamilyen kolostorból átalakított öregek otthonában halt meg.
Egy másik verzió szerint állítólag Bialystok térségébe szökött. Egy másik változat szerint állítólag a fehérorosz hadsereg lőtte le, amely spontán módon alakult meg, miután a szovjet hadsereg bevonult a bialisztoki régióba.
A próféta eltűnése után a grzybowska csoport felbomlott, és soha többé nem aktivizálódott újra.

## Referenciák a művészetben
Eliasz Klimovics a főszereplője Tadeusz Słobodzianek Prorok Ilja című darabjának. A szerző rendezését, Jerzy Trela főszereplésével, a darabot 1994-ben a Televíziós Színház állította színpadra. A darabot - Andrzej Sewerynnel Ilja szerepében - 2012-ben a varsói Teatr na Woli is színre vitte. Klimovics alakjára utaló drámákat a Supraska Wierszalin Színház állított színpadra.
1997-ben készült Krzysztof Wojciechowski A wierszalini Eliasz próféta története című tévéjátékfilmje, amelyben Henryk Talar játssza a címszerepet.
Eliasz Klimovics vallási mozgalmának jelenségét Włodzimierz Pawluczuk két Wierszalin témájú könyvében írta le: Riport a világvégéről 1974-ből és Wierszalin. Riport a világvégéről harminc évvel később című, 1999-es könyvében.
A Patriarkh nevű metálzenekar Prophet Ilja című albuma Wierszalin és Eliasz Klimovics köré épül.

## Fordítás
Ez a szócikk részben vagy egészben  az   Eliasz Klimowicz című lengyel Wikipédia-szócikk ezen változatának fordításán alapul.  Az eredeti cikk szerkesztőit annak laptörténete sorolja fel. Ez a jelzés csupán a megfogalmazás eredetét és a szerzői jogokat jelzi, nem szolgál a cikkben szereplő információk forrásmegjelöléseként.